# Петър Генов
Петър Генков Генов е български шахматист, гросмайстор от 2002 г. Най-високият му ЕЛО рейтинг е 2526, достигнат през юли 2002 г. Генов е шахматен съдия (републиканска категория) и треньор.
Започва да тренира шахмат на възраст 9 години в школата на „Локомотив“, Пловдив под ръководството на Йордан Аянски. През 1984 г.е победител в детския турнир „Морско конче“.
Завършва висше образование в Националната спортна академия със специалност „Треньор по шахмат“.
Той е двукратен шампион на България по шахмат за 1993 и 1999 г.
Член е на отбора на България на шахматната олимпиада през 2002 г., където изиграва 4 партии (0 победи, 3 равенства и 1 загуба). Участва в Балканиадата по шахмат през 1992 г.
Женен е заЛюбка Георгиева-Генова, републиканската шампионка по шахмат за 2005 г.

## Шахматни олимпиади
| Година | Организатор | Отбор    | Класиране (отборно) | Дъска |
| 2002   | Блед        | България | 27                  | Трета |

## Европейски първенства
| Година | Организатор | Отбор      | Класиране (отборно) | Дъска   |
| 1999   | Батуми      | България   | 4                   | Резерва |
| 2003   | Пловдив     | България 2 | -                   | Първа   |